# Festuca francoi
Festuca francoi — вид трав'янистих рослин з родини тонконогові (Poaceae), ендемік Азорських островів.

## Опис
Багаторічна рослина. Стебла 30–60 см завдовжки. Листові пластини ниткоподібні, кутасті в перерізі, шириною 0.5–0.75 мм; поверхня ребриста. Суцвіття — відкрита волоть, 5(7)–11 см завдовжки. Колосочки одиночні. Родючі колосочки мають стебельце й складаються з (3)4–6 родючих квіточок зі зменшеними квіточками на вершині. Колосочки клиноподібні, з боків стиснуті, довжиною 7–10 мм, розпадаються в зрілості нижче кожної родючої квіточки.

## Поширення
Ендемік Азорських островів.